# متحف الأجيال
متحف الأجيال أحد متاحف منطقة عسير جنوب المملكة العربية السعودية، أسسه عبد الله مشبب آل ملاح عسيري. يقع المتحف شمال مدينة أبها في قرية العين آل يعلا بني مالك عسير، يبعد المتحف عن أبها 12 كيلومتر. افتتح المتحف عام 1420 هـ.

## أجزاء المتحف
تكون المتحف من مبنى مستقل به قاعتين رئيسيتين الأولى مساحتها 108 متر مربع والثانية مساحتها 48 متر مربع، ويتنوع أسلوب العرض بالمتحف باستخدام خزائن العرض الزجاجية والاستاندات بأسلوب جيد، ويحتوي المتحف على المخطوطات القديمة والوثائق والعملات والحلي والفضيات إضافة إلى الأسلحة وأدوات الحرب بأنواعها والهواتف القديمة والملابس التراثية وأدوات الزراعة والمطبخ والمكاييل والموازين والخوصيات والنحاسيات والمصنوعات الجلدية المختلفة.